# Dirk Blothner
Dirk Blothner (* 1949) ist ein deutscher Psychoanalytiker und Psychotherapeut. Er hält Vorlesungen für Kunst- und Medienpsychologie an der Universität zu Köln und publizierte bereits zahlreiche Aufsätze und Monographien.

## Leben
Blothner erhielt 1977 sein Diplom in Psychologie an der Universität zu Köln. Zwei Jahre später erhielt er seinen Abschluss in der  Analytischen Intensivbehandlung und promovierte 1981 zum Dr. phil. an der Universität Köln mit der Arbeit: „»Der amerikanische Freund«. Eine Untersuchung zur Filmwirkungspsychologie und zur Kunstpsychologie“. Anschließend arbeitete er an der Klinik für Psychotherapie Düsseldorf, bis er 1983 wissenschaftlicher Mitarbeiter bei Wilhelm Salber am Psychologischen Institut der Universität Köln wurde. Im Jahr 1989 wurde Blothner Psychoanalytiker in der eigenen Praxis und habilitierte mit dem Werk „Der glückliche Augenblick“ an der Philosophischen Fakultät der Universität Köln im Jahr 1990. Von 1993 bis 1994 vertrat er dort einen Lehrstuhl für Psychologie und wurde 1996 zum apl. Professor an der Universität Köln ernannt. Er war langjähriger Vorsitzender der Gesellschaft für Psychologische Morphologie e.V. (GPM).

## Publikationen (Auswahl)
Blothner publizierte zahlreiche Aufsätze und Monographien. Er nahm auch zahlreiche tiefenpsychologische Analysen von Spielfilmen vor. Auch in Interviews analysiert Blotner Filme auf ihre Hintergründe.
- »Der amerikanische Freund«. Eine Untersuchung zur Filmwirkungspsychologie und zur Kunstpsychologie (1981)
- Der glückliche Augenblick – Eine tiefenpsychologische Erkundung. Bonn: Bouvier (1993). ISBN 3-416-02474-5
- Entschieden Psychologisch – Festschrift für Wilhelm Salber (1993)
- Erlebniswelt Kino – Über die unbewußte Wirkung des Films (1999)
- Filminhalte und Zielgruppen – Wirkungspsychologische Untersuchung zur Zielgruppenbestimmung von Kinofilmen der Jahre 1998 und 1999 auf der Basis des GfK-Panels (2000)
- Filminhalte und Zielgruppen – Fortsetzung der wirkungspsychologischen Untersuchung zur Zielgruppenbestimmung von Kinofilmen des Jahres 2000 auf der Basis des GfK-Panels (2001)
- Filminhalte und Zielgruppen und die Wege der Filmauswahl (2003)
- Das geheime Drehbuch des Lebens. Kino als Spiegel der menschlichen Seele (2003)
- Filminhalte und Zielgruppen 4 – Generalisierungen und Tendenzen zum Verständnis der Zielgruppenbildung im Kino (2004)
- Invasion! TV-Weltmuster erobern den Fernsehmarkt (2008)
- Kino zwischen Tag und Traum – Psychoanalytische Zugänge zu Black Swan (2012)
- Melancholia – Wege zur psychoanalytischen Interpretation des Films (2014)